# Jean Le Clerc (Maler)
Jean Le Clerc (* August 1586 in Nancy; † 20. Oktober 1633 ebenda) war ein französischer Maler des Barock.

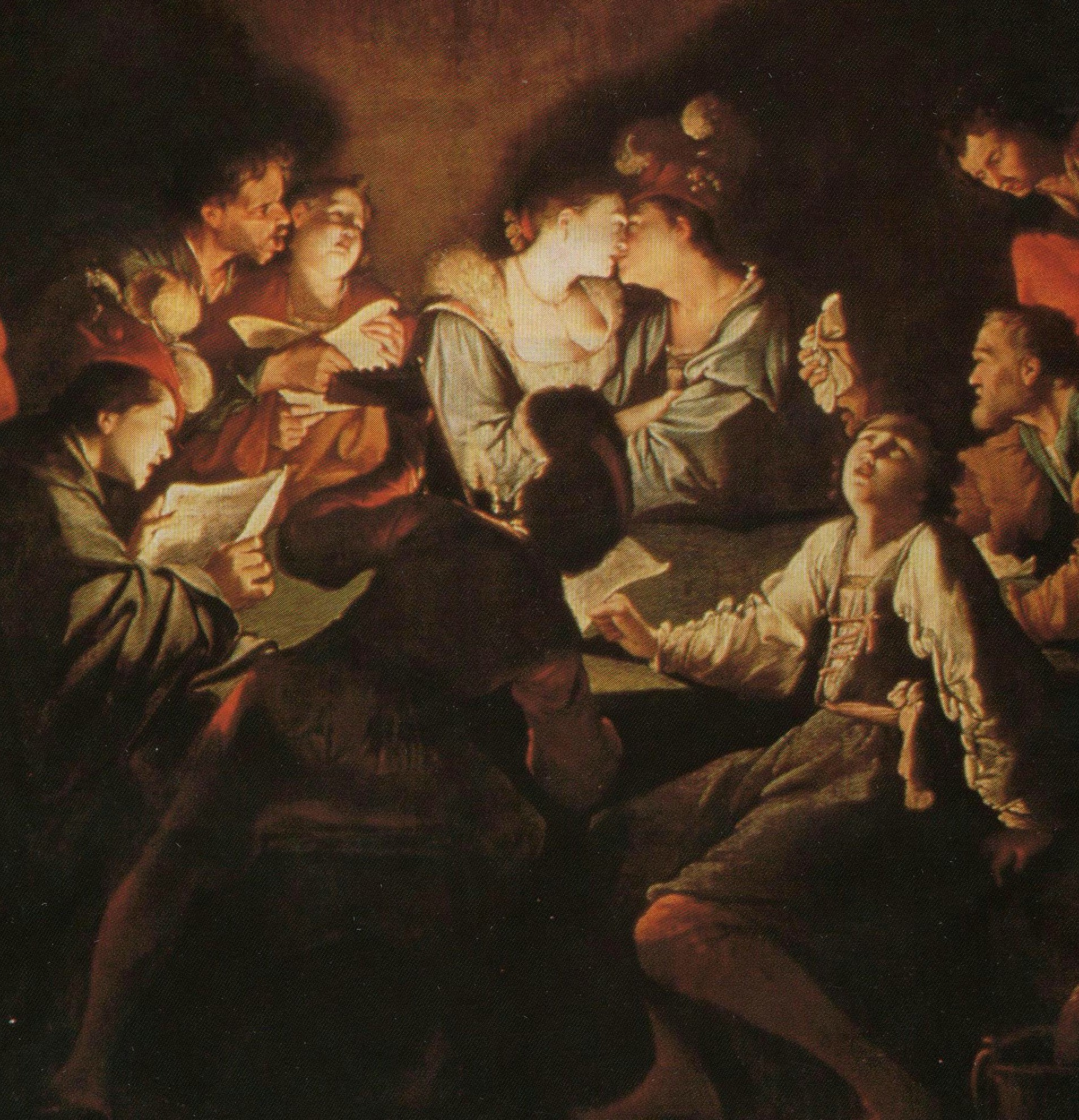
Das Konzert, Alte Pinakothek, München

Er stammt aus einer angesehenen adligen Familie in Lothringen, die im Dienst des Herzogs Karl III. war. 1617 ist er in Rom bei dem Caravaggisten Carlo Saraceni nachweisbar. Sein erster bekannter Kupferstich (Tod der Jungfrau Maria) stammt aus dem Jahr 1619. Im Jahr 1621 vollendete er ein Gemälde im Dogenpalast (Aufruf des Dogen Dandolo zum Kreuzzug), das Saraceni vor seinem Tod begonnen hatte. Dafür wurde er Ritter von San Marco. 1622 ist er wieder in Lothringen, wo um diese Zeit auch der Tenebrist Georges de la Tour, der Maler Claude Deruet und der Kupferstecher Jacques Callot wirken. In Lothringen war er Maler für die Herzöge von Lothringen und arbeitete viel für die Jesuiten und die Karmeliter in Chaumont (Haut-Marne) (u. a. ein Bankett des Herodes).
Le Clerc gilt als Tenebrist, der Hell-Dunkel Malerei unter dem Einfluss von Caravaggio, und war bekannt für seine Meisterschaft bei Lichteffekte in Nachtszenen. Neben Gemälden sind auch Kupferstiche und Radierungen erhalten.
Zu den ihm zugeschriebenen Gemälden gehören Der Heilige Franz Xaver predigt den Indern (Nancy) und die Auferstehung des Lazarus (Louvre)., ein Schiffbruch in der Villa Contarini in Piazzola sul Brenta, eine Verkündigung in Feltre (S. Giustina) und eine Verleugnung des Petrus (Florenz, Sammlung Corsini), Anbetung der Hirten (Museum Langres).